# El club Dumas
El Club Dumas és una novel·la de 1993 d'⁣Arturo Pérez-Reverte. El llibre està ambientat en un món de llibreters antics, fent-se ressò del seu treball anterior de 1990, La taula de Flandes.
La història segueix les aventures d'un comerciant de llibres, Lucas Corso, que és contractat per autenticar un manuscrit rar d'⁣Alexandre Dumas (pare). La investigació de Corso el porta a buscar dues còpies d'un llibre rar (fictici) conegut com De Umbrarum Regni Novem Portis ("De les nou portes del regne de les ombres"). Corso es troba amb una sèrie de personatges intrigants en el seu viatge d'investigació, inclosos adoradors del diable, bibliòfils obsessionats i una dona fatal hipnòticament seductora. Els viatges de Corso el porten a Madrid (Espanya), Sintra (Portugal), París (França) i Toledo (Espanya).
El Club Dumas està ple de detalls que van des dels hàbits de treball d'Alexandre Dumas fins a com es podria forjar un text del segle xvii, així com una visió de la demonologia.

## Resum de la trama
Lucas Corso és un comerciant de llibres de mitjana edat amb fama de fer qualsevol cosa, independentment de la legalitat, per a la seva clientela privilegiada. Mentre a Madrid intenta autenticar un esborrany parcial desconegut d'⁣Els tres mosqueters, és convocat a Toledo per Varo Borja, un col·leccionista notòriament excèntric i ric.
Borja ha obtingut una còpia d'un llibre llegendari, De les nou portes del regne de les ombres, l'autor del qual va ser cremat a la foguera per la Inquisició. El llibre suposadament conté instruccions per convocar el Diable. Se suposa que només ha sobreviscut un exemplar del llibre, però Borja afirma que n'existeixen tres, dos dels quals són falsificacions elaborades. Contracta a Corso per comparar les tres còpies i aconseguir la legítima per qualsevol mitjà necessari. Es compromet a pagar molt i a cobrir totes les despeses.
Corso està d'acord, però continua investigant l'esborrany parcial de Dumas. La vídua de l'anterior propietari de l'esborrany, Liana Taillefer, insisteix que l'esborrany és fals, però s'ofereix a comprar-lo a Corso. Després de diverses trobades, intenta seduir a Corso per obtenir l'esborrany; quan ell sucumbeix als seus encants; no obstant això, es nega a lliurar el manuscrit, ella es converteix en la seva enemiga. S'imagina com Milady de Winter, i utilitza un soci masculí (a qui Corso sobrenomena "Rochefort⁣") per seguir Corso i intentar recuperar el manuscrit per la força.
Corso conversa amb els Germans Ceniza, experts en restauració de llibres amb amplis coneixements de falsificació. Li donen coneixements bàsics per ajudar-lo a comparar les còpies de Les nou portes.
De camí a Lisboa per visitar el propietari d'un dels exemplars, es troba amb una bella rossa amb uns ulls verds cridaners. S'identifica com "Irene Adler" i suggereix que és un àngel caigut. Se separen abans que es trobi amb Victor Fargas. Fargas és un reconegut col·leccionista que ha venut la seva extensa biblioteca per mantenir la seva mansió ancestral. Corso compara la còpia de Les nou portes de Fargas amb la de Borja i descobreix diferències subtils als gravats de les il·lustracions. La majoria porten les inicials del famós autor del llibre, però algunes de les làmines porten les inicials "LF".
Quan Corso torna al seu hotel, "Irene" salva Corso contra un atac de "Rochefort". Corso la deixa per organitzar un robatori a la mansió de Fargas per obtenir la seva còpia del llibre. "Irene" li truca per anunciar que Fargas ha estat assassinat i la seva còpia ha estat cremada. Ella i Corso marxen cap a París.
Corso conversa amb Replinger, un antiquari i erudit de Dumas, que autentica el manuscrit de Dumas. Mentre parlen, Corso espia la Liana. Torna al seu hotel i suborna el conserge per localitzar el seu hotel. El visita "Irene" i parlen de teologia; ella suggereix que va ser testimoni dels esdeveniments de la Guerra del Cel.
Corso visita la baronessa Ungern, la institució benèfica de la qual posseeix la col·lecció d'ocultisme més gran d'Europa, inclosa la tercera còpia de Les nou portes. Parlen de l'autor del llibre, abans que Corso la faci xantatge amb proves fotogràfiques de les seves simpaties nazis perquè li permeti examinar la seva còpia. "Irene" truca per avisar a Corso que "Rochefort" està esperant fora. La baronessa tradueix els títols de la il·lustració mentre Corso compara la còpia d'Ungern amb la de Borja.
Més tard, Corso s'adona que, tot i que cap dels tres conjunts coincideix entre si, les plaques que porten les inicials "LF" formen un conjunt complet de nou il·lustracions sense duplicacions, i s'adona que les nou il·lustracions formen una llista d'instruccions per al famós ritual de convocatòria. "Rochefort" ataca de nou, i torna a ser repel·lit per "Irene".
Utilitzant la informació del conserge, en Corso s'enfronta a la Liana i la seva associada, però "Rochefort" el deixa inconscient. Quan ressuscita, la còpia de Borja i el manuscrit de Dumas desapareixen. S'assabenta que la baronessa ha mort en un incendi a la seva biblioteca.
Utilitzant l'obsessió de Liana per Milady de Winter, la rastreja fins a Meung, on és capturat per "Rochefort". "Rochefort" rep les instruccions d'un home que es diu "Richelieu" per portar Corso a un castell proper. "Richelieu" el presenta al Club Dumas, una societat literària de rics entusiastes de Dumas, que es reuneixen per al seu banquet anual. Corso se sorprèn de trobar que només volen veure el manuscrit de Dumas i no saben res de Les nou portes. És convidat a quedar-se a la festa, però decideix marxar.
Corso torna a Espanya per enfrontar-se a Borja. "Irene" insisteix que ella és un àngel caigut que ha recorregut la terra durant mil·lennis buscant-lo. Corso no qüestiona això, i se sent encara més fortament atret per ella. Acusa Borja de ser el responsable dels dos assassinats. En Borja, amb la intenció d'utilitzar el ritual descrit a les nou planxes del llibre per convocar el Diable i obtenir el coneixement definitiu, ha destruït tota la seva biblioteca per evitar que altres segueixin el seu exemple. Corso demana el pagament, però en Borja no li fa cas i comença el ritual. Corso marxa amb fàstic; quan se'n va, sent els crits d'angoixa d'en Borja mentre el ritual va malament, recordant el discurs dels germans Ceniza sobre llibres falsos i adonant-se que una de les làmines és una falsificació. S'uneix a "Irene" fora, i suposa que cadascun d'ells tindrà el diable que es mereix.